# Villadin
Villadin ist eine französische Gemeinde mit 105 Einwohnern (Stand: 1. Januar 2022) im Département Aube in der Region Grand Est. Sie gehört zum Kanton Saint-Lyé und zum Arrondissement Nogent-sur-Seine. 

## Lage
Sie ist umgeben von folgenden Nachbargemeinden:
|                   | Saint-Lupien                                |                |
| Marcilly-le-Hayer | Kompassrose, die auf Nachbargemeinden zeigt | Faux-Villecerf |
|                   | Aix-Villemaur-Pâlis                         |                |

## Bevölkerungsentwicklung
| Jahr                       | 1962 | 1968 | 1975 | 1982 | 1990 | 1999 | 2008 | 2018 |
| -------------------------- | ---- | ---- | ---- | ---- | ---- | ---- | ---- | ---- |
| Einwohner                  | 158  | 152  | 123  | 121  | 102  | 134  | 132  | 110  |
| Quellen: Cassini und INSEE |      |      |      |      |      |      |      |      |